# شاخ قلی خیل
شاخ قلی خیل (به انگلیسی: Shakh Quli Khel) یک شهرک در پاکستان است که در ناحیه لکی واقع شده‌است.